# Disonycha weisei
Disonycha weisei är en skalbaggsart som beskrevs av Csiki 1939. Disonycha weisei ingår i släktet Disonycha och familjen bladbaggar. Inga underarter finns listade i Catalogue of Life.